# Boracho
Boracho est une ville fantôme située dans le Comté de Culberson, au Texas, aux États-Unis. C'est un secteur non constitué en municipalité qui fut bâti autour d'un bureau de poste établi en 1908 et fermé en 1912. Le nom de Borracho est dérivé d'un mot espagnol signifiant ivre.